# Nikolaus von Issendorff
Nikolaus (Claus) Jürgen Melchior von Issendorff (* 3. Oktober 1839 zu Neuenhaus bei Bentheim; † 1923) war ein sächsischer Generalleutnant.

## Leben

### Militärkarriere
lssendorff trat am 3. Mai 1854 als Kadett in den Kadettenkorps der königlich-hannoverschen Armee ein und wurde nach dreijähriger Erziehung am 1. Mai 1857 als Fähnrich in die 3. Kompanie des 1. Hannoverschen-Jägerbataillon in Goslar versetzt. Unter Versetzung zum Garde-Jäger-Bataillon nach Hannover wurde er am 1. Oktober 1858 Leutnant und im selben Bataillon am 22. September 1863 Oberleutnant. Nebenbei absolvierte er eine Ausbildung bei der Generalstabsakademie zu Hannover und wurde am 26. Oktober 1861 zum Generalstabsoffizier II. Klasse ernannt. 1866 wurde er zur Landesaufnahme in Hannover befehligt und erlebte in dieser Eigenschaft den Ausbruch des Deutschen Krieges, wobei sich sein Heimatland gegen das Königreich Preußen sowie seine Verbündeten stellte. Da er durch seine Position ziemlich isoliert vom Rest der hannoverschen Armee war, schlug er sich in Zivilkleidung nach Göttingen durch. Nach erfolgreicher Ankunft wurde er als Ordonnanzoffizier dem Stabe des Kommandierenden Generals der Hannoverschen Armee, Alexander von Arentschildt, zugeteilt. Trotz dem Pyrrhussieg Hannovers bei der Schlacht bei Langensalza kapitulierte die Hannoversche Armee wenig später. Von Issendorff wurde noch beim Auflösungsgeschäft der Armee verwendet und reichte dann sein Abschiedsgesuch ein, welcher am 31. März 1867 bewilligt wurde. Er trat am selben Tage in die königlich-sächsische Armee ein, wo er dem 2. Königlich Sächsisches Jäger-Bataillon Nr. 13 zugeteilt wurde.
In dieser Eigenschaft erfolgte am 1. Oktober 1867 seine Beförderung zum Hauptmann und Kompaniechef der 3. Kompanie des Schützen-(Füsilier-)Regiment „Prinz Georg“ (Königlich Sächsisches) Nr. 108. Er rückte in dieser Eigenschaft nach Ausbruch des Krieges gegen Frankreich aus und nahm an der Schlacht bei Gravelotte, dem Gefecht bei Verdun, der Schlacht von Beaumont und der Schlacht bei Sedan teil. Auch nahm er mit seiner Kompanie an der Schlacht bei Villiers teil, wo er am rechten Oberschenkel verwundet wurde und woraufhin er einige Zeit in verschiedenen Lazaretten verbringen musste und nach Dresden zurückkehrte. Nach Heilung am 5. März 1871 kehrte er zu seiner Truppe zurück und wurde bis zum Juli desselben Jahres mit der Okkupation des Departments der Aisne beauftragt. In dieser Eigenschaft wurde er Kommandeur des I. Bataillons sowie später auch des III. Bataillons. Sein Regiment wurde dann mit der Okkupation des Department der Ardennen beauftragt. Nach einem Heimaturlaub wurde er im September 1871 wieder Kompaniechef der 3. Kompanie des Regiments. Das Regiment erhielt am 21. Oktober 1871 den Befehl zum Rückmarsch nach Sachsen, wobei von Issendorff bis dahin Träger des Ritterkreuz I. Klasse des Albrechtsordens mit der Kriegsdekoration, dem Ritterkreuz I. Klasse des sächsischen Verdienstordens mit der Kriegsdekoration und dem Eisernen Kreuz II. Klasse.
Nach Rückkehr widmete er sich der Ausbildung seiner Kompanie und diente von 1873 bis 1877 auch als Lehrer an der Administrationsschule der 47. Brigade, wo er am 1. Juni 1877 zum Major befördert wurde. Er wurde in dieser neuen Position mehrfach mit der Abhaltung von Kontrollversammlungen in Glauchau und Zwickau betraut. Im April 1878 besuchte er einen vierwöchigen Kurs an der Militärschießschule zu Spandau. Nach Rückkehr und mit neuer Erfahrung ausgestattet, übernahm er die Leitung und den Bau der verschwindenden Ziele beim Gefechtsschießen der Dresdner Garnison. Im gleichen Jahre diente er vom 8. August bis zum 10. September 1878 noch als Bezirkskommandeur von Glauchau, wobei er am 1. November zum etatsmäßigen Stabsoffizier beim Königlich Sächsischen 1. (Leib-) Grenadier-Regiment Nr. 100 abkommandiert wurde. Er wurde am 30. Oktober 1879 zum Kommandeur des I. Bataillons des Regiments ernannt und wurde im Februar 1880 zum Ehrendienst beim Erbgroßherzog von Sachsen-Weimar-Eisenach befehligt. Er nahm am 1. Oktober 1881 an einer Übungsreise des sächsischen Generalstabs teil. Nachdem der spätere König von Sachsen, Friedrich August, am 1. April 1883 als Sekondeleutnant in das Leib-Grenadier-Regiment eintrat, wurde er mit der Überwachung des Dienstbetriebes beauftragt. Seine Beförderung zum Oberstleutnant erfolgte dann am 25. Juni 1884.
Am 16. März 1887 wurde er als Nachfolger von Julius von Tschirschnitz Kommandeur des Infanterie-Regiment „Kronprinz“ (5. Königlich Sächsisches) Nr. 104 in Chemnitz, woraufhin er zum Oberst befördert wurde. In dieser Eigenschaft beauftragte er den Hauptmann Delling mit der Bearbeitung und Herausgabe der Geschichte des Regiments. Am 23. Mai 1891 erfolgte seine Beförderung zum Generalmajor und Kommandeur der 1. Infanterie-Brigade Nr. 45. Schon wenige Tage später wurde er dann auch noch zum Inspekteur der Unteroffizierschule in Marienberg. Er schied am 20. September 1894 mit dem Charakter eines Generalleutnants aus der sächsischen Armee aus und zog nach dem Tode seines Onkels nach Warstade bei Stade, dessen Anwesen er erbte. Er konnte zusammen mit Carl Prüssing und Pastor Karl Thielbörger erreichen, dass in Warstade eine Kirche errichtet werden konnte.

### Familie
Er heiratete zweimal. Von seiner ersten Ehe mit Elisabeth Küstner bekam er mehrere Kinder, davon mindestens zwei Söhne und eine Tochter, Melitta, welche den preußischen Hauptmann Otto von Gerlach heiratete. Aus der zweiten Ehe mit Clothilde von Baumbach bekam er eine Tochter.